# Kimberly (Wisconsin)
Kimberly ist eine Gemeinde (mit dem Status „Village“) im Outagamie County im US-amerikanischen Bundesstaat Wisconsin. Im Jahr 2010 hatte Kimberly 6468 Einwohner.
Kimberly liegt in der Fox Cities genannten Metropolregion.

## Geografie

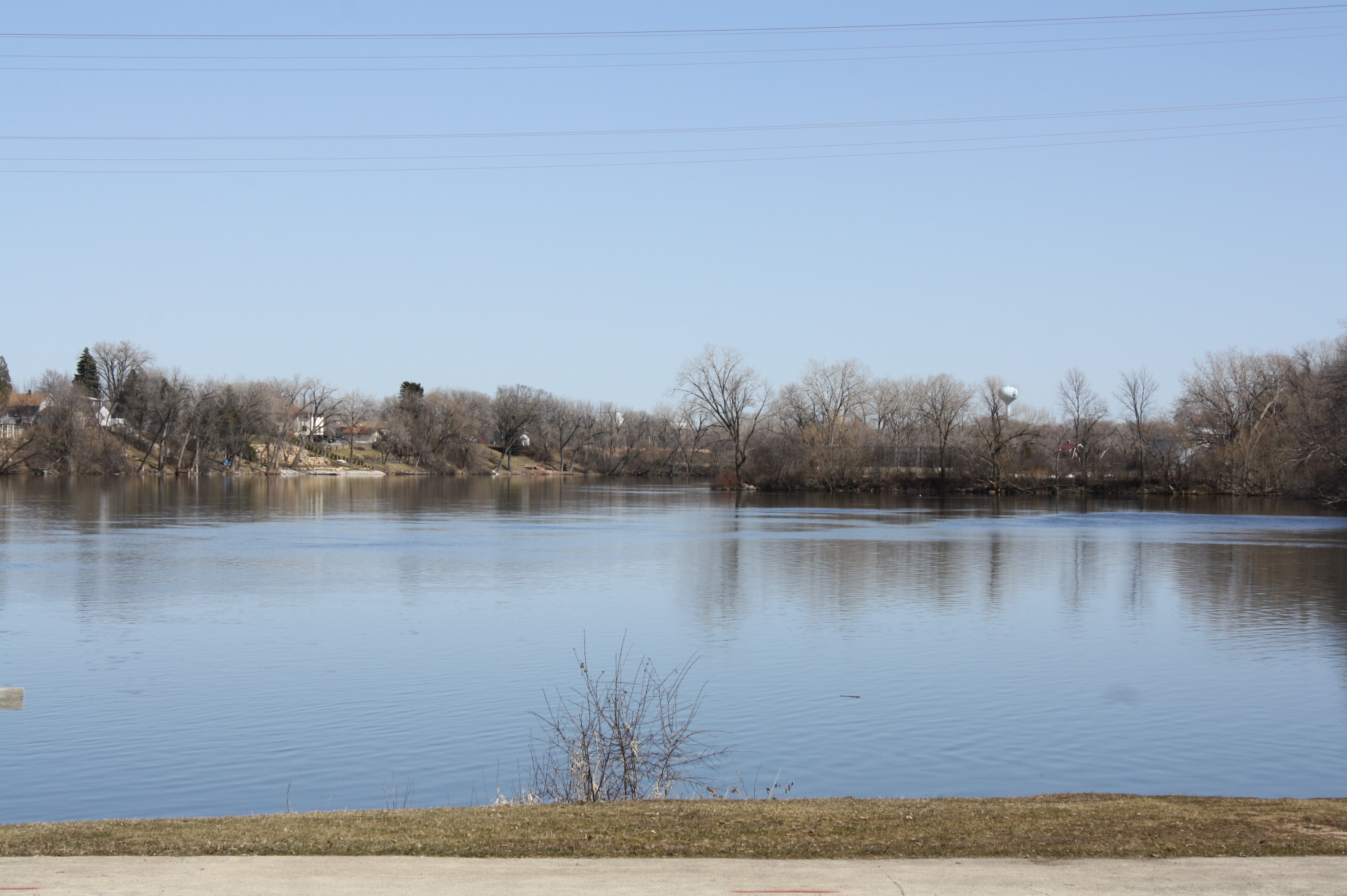
Der Fox River von Kimberly aus gesehen

Kimberly liegt im Osten Wisconsins, am Südufer des in den Michigansee mündenden Fox River. 
Die geografischen Koordinaten von Kimberly sind 44°16′20″ nördlicher Breite und 88°20′20″ westlicher Länge. Das Gemeindegebiet erstreckt sich über eine Fläche von 6,27 km². 
Nachbarorte von Kimberly sind Little Chute (am gegenüberliegenden Nordufer des Fox River), Combined Locks (an der östlichen Gemeindegrenze), Kaukauna (9 km östlich), Harrison (5,4 km südsüdöstlich) und Appleton (an der westlichen Gemeindegrenze).
Die nächstgelegenen größeren Städte sind Green Bay am Michigansee (41 km nordöstlich), Wisconsins größte Stadt Milwaukee (169 km südlich), Chicago in Illinois (321 km in der gleichen Richtung), Rockford in Illinois (265 km südsüdwestlich), Wisconsins Hauptstadt Madison (177 km südwestlich), La Crosse am Mississippi (282 km westlich), Eau Claire (301 km westnordwestlich), die Twin Cities in Minnesota (431 km in der gleichen Richtung) und Wausau (160 km nordwestlich).

## Verkehr
Der vierspurig ausgebaute Wisconsin State Highway 441 bildet die östliche Umgehungsstraße von Appleton und gleichzeitig die westliche Gemeindegrenze von Kimberly. Der County Highway CE verläuft durch den Süden von Kimberly, während der County Highway N die östliche Gemeindegrenze bildet. Alle weiteren Straßen sind untergeordnete Landstraßen, teils unbefestigte Fahrwege sowie innerörtliche Verbindungsstraßen.
Durch Kimberly führt für den Frachtverkehr eine Eisenbahnlinie der Canadian National Railway (CN) entlang des Fox River.
Die nächsten Flughäfen sind der Outagamie County Regional Airport bei Appleton (15,3 km westlich) und der Austin Straubel International Airport in Green Bay (38,9 km nordöstlich).

## Bevölkerung
Nach der Volkszählung im Jahr 2010 lebten in Kimberly 6468 Menschen in 2739 Haushalten. Die Bevölkerungsdichte betrug 1031,6 Einwohner pro Quadratkilometer. In den 2739 Haushalten lebten statistisch je 2,35 Personen. 
Ethnisch betrachtet setzte sich die Bevölkerung zusammen aus 94,0 Prozent Weißen, 0,8 Prozent Afroamerikanern, 0,9 Prozent amerikanischen Ureinwohnern, 2,1 Prozent Asiaten sowie 0,8 Prozent aus anderen ethnischen Gruppen; 1,4 Prozent stammten von zwei oder mehr Ethnien ab. Unabhängig von der ethnischen Zugehörigkeit waren 2,3 Prozent der Bevölkerung spanischer oder lateinamerikanischer Abstammung. 
24,6 Prozent der Bevölkerung waren unter 18 Jahre alt, 59,0 Prozent waren zwischen 18 und 64 und 16,4 Prozent waren 65 Jahre oder älter. 51,4 Prozent der Bevölkerung waren weiblich.
Das mittlere jährliche Einkommen eines Haushalts lag bei 44.369 USD. Das Pro-Kopf-Einkommen betrug 23.841 USD. 12 Prozent der Einwohner lebten unterhalb der Armutsgrenze.